# Madrid Panteras
Madrid Panteras, también llamado Panteras de Madrid, fue un club deportivo de fútbol americano de Madrid (España). Sus mayores logros consisten en haber sido campeón de la Liga Nacional de Fútbol Americano en 1995 y 1996 y de la Copa de España de fútbol americano en sus tres primeras ediciones.
Entre sus componentes se encontraban Cacho Martínez y Pedro Garau, por los que se interesó el Barcelona Dragons (único equipo profesional español),
y Ángel Mangado, receptor en la Selección Española de Fútbol Americano, además del exjugador profesional de baloncesto, Fernando Romay.

## Historia

### 1989-1998
Madrid Panteras fue un proyecto pensado por Vicente Martín-Pozuelo Cantos y fundado oficialmente el 28 de septiembre de 1989 por Vicente Martín-Pozuelo Cantos y Alfonso González Lavín, estudiantes del ICADE. El equipo se formó con alumnos de las universidades Autónoma, Complutense y San Luis de Madrid. Su primer partido se celebró en el polideportivo de Palomeras ante Trons de Sant Just, partido que ganaron 14-0. Debutaron en competición oficial esa misma temporada en la II Supercopa Nacional y su primer título llegó en la temporada 90-91 al alzarse con la victoria en el Trofeo Palos, que determinaba el mejor equipo de la comunidad de Madrid.
En la temporada 1991-92, Panteras disputa la final de la Spain Football League (SFL), que pierde ante Barcelona Howlers. Al año siguiente vuelve a alcanzar la final de la SFL, que vuelve a perder, esta vez ante Vilafranca Eagles. Por tercer año consecutivo, vuelve a disputar la final de la liga española (esta temporada, la 1993-94, denominada American Football League (AFL), que vuelve a perder ante Howlers. Esa temporada el equipo se trasladó a Getafe y cambió sus colores de blanco y negro a plata y negro, además de su escudo o logo. Su primer título de liga llega en la siguiente temporada, cuando gana la nueva liga española, denominada por primera vez Liga Nacional de Fútbol Americano (LNFA). Este título le lleva a debutar en la Liga Europea de Fútbol Americano en 1996, debutando en el Estadio de la Peineta ante 10 000 espectadores, contra Aix-en-Provence Argonautes, partido que perdieron por 12-39. Posteriormente jugaron contra Legnano Frogs, siendo derrotados de nuevo por 60-29. 
Repite título de liga en la temporada 1995-96 y consigue el doblete ganando la I Copa de España. Vuelve a disputar la Liga Europea de Fútbol Americano, siendo derrotado esta vez por Hamburg Blue Devils. En las dos temporadas siguientes vuelve a ganar la Copa de España, por lo que es el campeón de las tres primeras ediciones de esta competición.
Abandona la liga por problemas económicos en 1998.

### 2009
La Federación Catalana de Fútbol Americano, para conmemorar su 20.º aniversario, organizó un evento de viejas glorias del fútbol americano denominado "Old Stars", en el que los Panteras se alzaron con el título.